# أنطونيو بيريز ديلجاديلو
أنطونيو بيريز ديلجاديلو (بالإسبانية: Antonio Pérez Delgadillo)‏ هو لاعب كرة قدم مكسيكي، ولد في 16 أبريل 1978 في غوادالاخارا في المكسيك. لعب مع أتلانتي إف سي وطوروس نيزا وكلوب ليون ونادي أطلس ونادي تشياباس.

## وصلات خارجية
- أنطونيو بيريز ديلجاديلو على موقع قاعدة بيانات كرة القدم.إي يو (الإنجليزية)